# Lista recordurilor geografice după continent

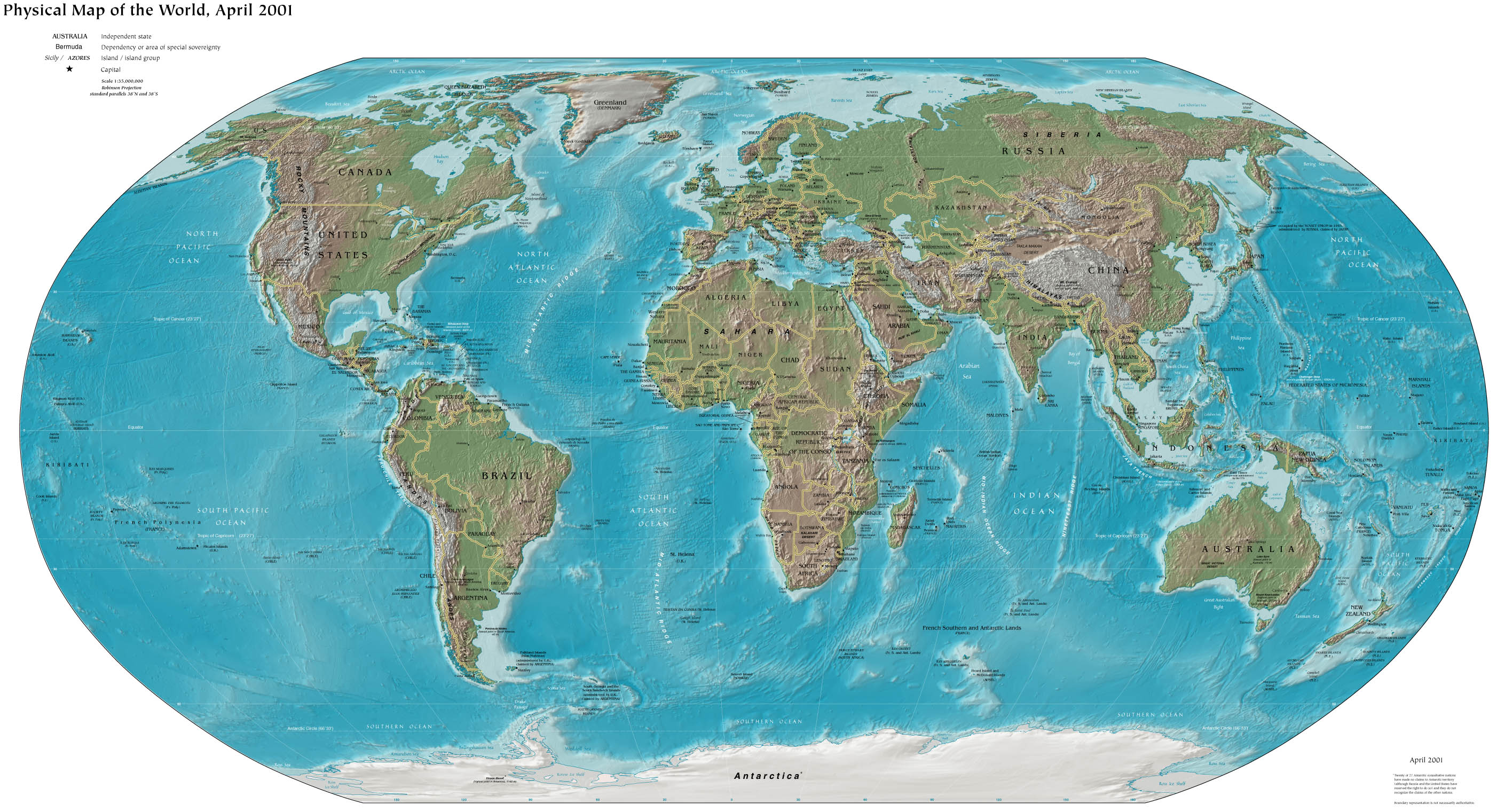
Harta lumii

## Continentele luate după extreme
| Continentele după suprafață | Continentele după suprafață | Continentele după suprafață |
| Recordul                    | Continent                   | Suprafață                   |
| Cel mai mare                | Asia                        | 44,4 mil. km²               |
| Cel mai mic                 | Oceania                     | 8,5 mil. km²                |
| Continentele după populație | Continentele după populație | Continentele după populație |
| Recordul                    | Continent                   | Populație                   |
| Cei mai mulți loc.          | Asia                        | ~ 4 miliarde loc.           |
| Cei mai puțini loc.         | Antarctida                  | ~ 1000 - 4000 loc.          |
| --------------------------- | --------------------------- | --------------------------- |

## Africa
| Țările după suprafață             | Țările după suprafață             | Țările după suprafață             |
| Recordul                          | Țară                              | Suprafață                         |
| Cea mai mare                      | Algeria                           | 2.381.741 km²                     |
| Cea mai mică                      | Seychelles                        | 455 km²                           |
| Țările după populație             | Țările după populație             | Țările după populație             |
| Recordul                          | Țară                              | Populație                         |
| Cei mai mulți loc.                | Nigeria                           | 131.859.731 loc.                  |
| Cei mai puțini loc.               | Seychelles                        | 80.832 loc.                       |
| Țările după densitatea populației | Țările după densitatea populației | Țările după densitatea populației |
| Recordul                          | Țară                              | Densitate                         |
| Cea mai mare dens.                | Mauritius                         | 603 loc./km²                      |
| Cea mai mică dens.                | Namibia                           | 2,4 loc./km²                      |
| Altitudini extreme                | Altitudini extreme                | Altitudini extreme                |
| Recordul                          | Locul                             | Altitudinea                       |
| Cea mai mare                      | Kibo, (Kilimanjaro) Tanzania      | 5.895 m                           |
| Cea mai mică                      | lacul Assal, Djibuti              | --153 m                           |
| Lacuri                            | Lacuri                            | Lacuri                            |
| Recordul                          | Lacul                             | Suprafață / Adâncime              |
| Cel mai mare                      | lacul Victoria, Africa de Est     | 68.870 km²                        |
| Cel mai adânc                     | lacul Tanganyika, Africa de Est   | 1.470 m                           |
| Cel mai...                        | Cel mai...                        | Cel mai...                        |
| Recordul                          | Denumire                          | Date                              |
| mare oraș                         | Cairo, Egipt                      | 5.707.992 loc.                    |
| lung fluviu                       | Nilul                             | 6.671 km                          |
| --------------------------------- | --------------------------------- | --------------------------------- |

## Asia
| Țările după suprafață             | Țările după suprafață             | Țările după suprafață             |
| Recordul                          | Țară                              | Suprafață                         |
| Cea mai mare                      | Rusia                             | 17.075.400 km² în Asia 13.122.850 |
| Cea mai mică                      | Maldive                           | 298 km²                           |
| Țările după populație             | Țările după populație             | Țările după populație             |
| Recordul                          | Țară                              | Populație                         |
| Cei mai mulți loc.                | China                             | 1.321.367.270 loc.                |
| Cei mai puțini loc.               | Maldive                           | 359.008 loc.                      |
| Țările după densitatea populației | Țările după densitatea populației | Țările după densitatea populației |
| Recordul                          | Țară                              | Densitate                         |
| Cea mai mare dens.                | Singapore                         | 6.480 loc./km²                    |
| Cea mai mică dens.                | Mongolia                          | 1,7 loc./km²                      |
| Altitudini extreme                | Altitudini extreme                | Altitudini extreme                |
| Recordul                          | Locul                             | Altitudinea                       |
| Cea mai mare                      | Mount Everest, China Nepal        | 8.848 m                           |
| Cea mai mică                      | Marea Moartă                      | --400 m                           |
| Lacuri                            | Lacuri                            | Lacuri                            |
| Recordul                          | Lacul                             | Suprafață / Adâncime              |
| Cel mai mare                      | Marea Caspică, Asia de Sud-Vest   | 393.898 km²                       |
| Cel mai adânc                     | lacul Baikal, Rusia               | 1.637 m                           |
| Cel mai...                        | Cel mai...                        | Cel mai...                        |
| Recordul                          | Denumire                          | Date                              |
| mare oraș                         | Tokio, Japonia                    | 36.769.213 loc.                   |
| lung fluviu                       | Yangtze, China                    | 6.380 km                          |
| --------------------------------- | --------------------------------- | --------------------------------- |

## America de Nord
| Țările după suprafață             | Țările după suprafață             | Țările după suprafață             |
| Recordul                          | Țară                              | Suprafață                         |
| Cea mai mare                      | Canada                            | 9.984.670 km²                     |
| Cea mai mică                      | Sfântul Cristofor și Nevis        | 269 km²                           |
| Țările după populație             | Țările după populație             | Țările după populație             |
| Recordul                          | Țară                              | Populație                         |
| Cei mai mulți loc.                | SUA                               | 302.791.280 loc.                  |
| Cei mai puțini loc.               | Sfântul Cristofor și Nevis        | 39.129 loc.                       |
| Țările după densitatea populației | Țările după densitatea populației | Țările după densitatea populației |
| Recordul                          | Țară                              | Densitate                         |
| Cea mai mare dens.                | Barbados                          | 649 loc./km²                      |
| Cea mai mică dens.                | Canada                            | 3,3 loc./km²                      |
| Altitudini extreme                | Altitudini extreme                | Altitudini extreme                |
| Recordul                          | Locul                             | Altitudinea                       |
| Cea mai mare                      | Mount McKinley, SUA               | 6.195 m d m                       |
| Lacuri                            | Lacuri                            | Lacuri                            |
| Recordul                          | Lacul                             | Suprafață / Adâncime              |
| Cel mai mare                      | Lacul Superior, SUA, Canada       | 82.414 km²                        |
| Cel mai adânc                     | Lacul Sclavilor, Canada           | 614 m                             |
| Cel mai...                        | Cel mai...                        | Cel mai...                        |
| Recordul                          | Denumire                          | Date                              |
| mare oraș                         | New York, SUA                     | 22.531.069 loc.                   |
| lung fluviu                       | Mississippi                       | 6.051 km                          |
| --------------------------------- | --------------------------------- | --------------------------------- |

## America de Sud
| Țările după suprafață             | Țările după suprafață                  | Țările după suprafață             |
| Recordul                          | Țară                                   | Suprafață                         |
| Cea mai mare                      | Brazilia                               | 8.547.404 km²                     |
| Cea mai mică                      | Surinam                                | 163.820 km²                       |
| Țările după populație             | Țările după populație                  | Țările după populație             |
| Recordul                          | Țară                                   | Populație                         |
| Cei mai mulți loc.                | Brazilia                               | 188.078.227 loc.                  |
| Cei mai puțini loc.               | Surinam                                | 439.117 loc.                      |
| Țările după densitatea populației | Țările după densitatea populației      | Țările după densitatea populației |
| Recordul                          | Țară                                   | Densitate                         |
| Cea mai mare dens.                | Ecuador                                | 46,0 loc./km²                     |
| Cea mai mică dens.                | Surinam                                | 2,7 loc./km²                      |
| Altitudini extreme                | Altitudini extreme                     | Altitudini extreme                |
| Recordul                          | Locul                                  | Altitudinea                       |
| Cea mai mare                      | Aconcagua, Argentina                   | 6.962 m                           |
| Lacuri                            | Lacuri                                 | Lacuri                            |
| Recordul                          | Lacul                                  | Suprafață / Adâncime              |
| Cel mai mare                      | Lacul Maracaibo, Venezuela             | 13.512 km²                        |
| Cel mai adânc                     | Lago General Carrera, Argentina, Chile | 836 m m                           |
| Cel mai...                        | Cel mai...                             | Cel mai...                        |
| Recordul                          | Denumire                               | Date                              |
| mare oraș                         | São Paulo, Brazilia                    | 10.021.295 loc.                   |
| lung fluviu                       | Amazon                                 | 6.387 km                          |
| --------------------------------- | -------------------------------------- | --------------------------------- |

## Europa
| Țările după suprafață             | Țările după suprafață             | Țările după suprafață                  |
| Recordul                          | Țară                              | Suprafață                              |
| Cea mai mare                      | Rusia                             | 17.075.400 km² în Europa 3.952.550     |
| Cea mai mică                      | Vatican                           | 0,44 km²                               |
| Țările după populație             | Țările după populație             | Țările după populație                  |
| Recordul                          | Țară                              | Populație                              |
| Cei mai mulți loc.                | Rusia                             | 142.893.540 loc. în Europa 104.400.000 |
| Cei mai puțini loc.               | Vatican                           | 932 loc.                               |
| Țările după densitatea populației | Țările după densitatea populației | Țările după densitatea populației      |
| Recordul                          | Țară                              | Densitate                              |
| Cea mai mare dens.                | Monaco                            | 16.620 loc./km²                        |
| Cea mai mică dens.                | Islanda                           | 2,9 loc./km²                           |
| Altitudini extreme                | Altitudini extreme                | Altitudini extreme                     |
| Recordul                          | Locul                             | Altitudinea                            |
| Cea mai mare                      | Mont Blanc, Franța Italia         | 4.810 m                                |
| Cea mai mică                      | Defileul Tara Muntenegru          |                                        |
| Lacuri                            | Lacuri                            | Lacuri                                 |
| Recordul                          | Lacul                             | Suprafață / Adâncime                   |
| Cel mai mare                      | Marea Caspica,                    |                                        |
| Cel mai adânc                     | lacul Hornindalsvatnet, Norvegia  | 514 m                                  |
| Cel mai..                         | Cel mai..                         | Cel mai..                              |
| Recordul                          | Denumire                          | Date                                   |
| mare oraș                         | Moscova, Rusia                    | 10.381.222 loc.                        |
| lung fluviu                       | Volga                             | 3.534 km                               |
| --------------------------------- | --------------------------------- | -------------------------------------- |

## Oceania
| Țările după suprafață             | Țările după suprafață             | Țările după suprafață             |
| Recordul                          | Țară                              | Suprafață                         |
| Cea mai mare                      | Australia                         | 7.692.030 km²                     |
| Cea mai mică                      | Nauru                             | 21 km²                            |
| Țările după populație             | Țările după populație             | Țările după populație             |
| Recordul                          | Țară                              | Populație                         |
| Cei mai mulți loc.                | Australia                         | 20.093.254 loc.                   |
| Cei mai puțini loc.               | Tuvalu                            | 11.636 loc.                       |
| Țările după densitatea populației | Țările după densitatea populației | Țările după densitatea populației |
| Recordul                          | Țară                              | Densitate                         |
| Cea mai mare dens.                | Nauru                             | 621 loc./km²                      |
| Cea mai mică dens.                | Australia                         | 2,6 loc./km²                      |
| Altitudini extreme                | Altitudini extreme                | Altitudini extreme                |
| Recordul                          | Locul                             | Altitudinea                       |
| Cea mai mare                      | Puncak Jaya, Indonezia            | 5.030 m                           |
| Lacuri                            | Lacuri                            | Lacuri                            |
| Recordul                          | Lacul                             | Suprafață / Adâncime              |
| Cel mai mare                      | Lake Eyre, Australia              | 9.500 km²                         |
| Cel mai adânc                     | Lake Hauroko, Noua Zeelandă       | 463 m                             |
| Cel mai                           | Cel mai                           | Cel mai                           |
| Recordul                          | Denumire                          | Date                              |
| mare oraș                         | Sydney, Australia                 | 4.444.513 loc.                    |
| lung fluviu                       | Murray-Darling, Australia         | 3.376 km                          |
| --------------------------------- | --------------------------------- | --------------------------------- |